# Голубянка терсит
Голубянка терсит (лат. Polyommatus thersites) — дневная бабочка семейства голубянок.

## Описание
Длина переднего крыла 13—17 мм. У самца крылья сверху фиолетово-голубые, с четким пурпурным отливом. По внешнему краю крыльев проходит узкая тёмная линия. Нижняя поверхность крыльев пепельно-серая, переднее крыло с хорошо видимым дискальным пятном и полным рядом постдискальных пятен в белой оторочке. Заднее крыло с голубым опылением у корня и полными базальным, постдискальным и субмаргинальным рядами пятен. Оранжевые пятна субмаргинального ряда клиновидные, узко заостренные, ограничены изнутри тонкими черными V-образными штрихами. Бахромка белая. У самки крылья сверху коричнево-бурые, с более или менее развитыми охристо-оранжевыми пятнами. Нижняя поверхность — как у самца, в окраске фона преобладает кофейно-коричневый цвет, заднее крыло с едва заметным голубым опылением у корня. Бахромка переднего крыла бурая, заднего — белая. Гусеница голубовато-зелёная, с бледными продольными линиями по бокам и спине, в белесых волосках. Куколка плотная, оливково-зелёная, с темной спинной линией и светло-зелёными крыловыми зачатками.

## Ареал
Распространен в Южной Европе, на юге и в средней полосе России, северо-западе Африке, в Малой и Средней Азии.

## Образ жизни
Бабочки летают с середины мая до начала сентября, лёт в двух поколениях. Предпочитают держаться на открытых пространствах.

## Размножение
Бабочки имеют два поколения в год: первое поколение летает в июне — начале июля, второе — в августе. Откладка яиц и питание гусениц происходит на растениях рода Onobrychis.

## Подвиды
- Polyommatus thersites thersites
- Polyommatus thersites orientis

## Этимология названия
Бабочка названа по имени мифического ахейского воина Терсита, участника Троянской войны.